# 五城
五城（英語：pentapolis）一词来源于希腊语词汇 （五）和 （城邦），是地理上或制度上的五座城市的组群。

## 历史上重要的实例
- 中世纪意大利半岛亚得里亚海沿岸五城，实际上是托斯卡纳以东、斯波莱托公国以北的一个公国，包括从西向东的港口城市：里米尼、佩萨罗、法诺、塞尼加利亚和安科纳，这是拜占庭帝国的意大利大区（拉文纳）的核心部分。拜占庭帝国失去意大利大区以后，亚得里亚海五城变为March of Ancona。
- 非利士人五城：亚实基伦、亚实突、以革伦、迦特和迦萨。

## 宗教上的五城
- 圣经中迦南地区的5座城市 — 所多玛、蛾摩拉、琐珥、押玛和洗扁，联合抵抗基大老玛的入侵《創世記》第14章第2节参，其中4座不久后被彻底摧毁。[1]